# Élections municipales de 2014 dans le Bas-Rhin
Les élections municipales dans le Bas-Rhin se sont déroulées les 23 et 30 mars 2014.

## Maires sortants et maires élus
Le scrutin est marqué par une stabilité politique relative, ponctuée par quelques changements. La gauche perd du terrain avec des défaites à Schiltigheim, Schweighouse-sur-Moder et Vendenheim. La droite demeure majoritaire dans le département avec un succès à Scherwiller. Elle rencontre toutefois un échec à Holtzheim. Les centristes consolident leur position à commencer par l’UDI. Le MoDem remporte Bischwiller face à la droite.
| Commune                | Population | Maire sortant              | Parti | Parti | Maire élu                  | Parti | Parti |
| ---------------------- | ---------- | -------------------------- | ----- | ----- | -------------------------- | ----- | ----- |
| Barr                   | 6 971      | Gilbert Scholly            |       | UMP   | Gilbert Scholly            |       | UMP   |
| Benfeld                | 5 664      | Jacky Wolfarth             |       | DVD   | Jacky Wolfarth             |       | DVD   |
| Betschdorf             | 4 082      | Adrien Weiss               |       | DVD   | Adrien Weiss               |       | DVD   |
| Bischheim              | 17 570     | André Klein-Mosser         |       | UMP   | Jean-Louis Hoerle          |       | UMP   |
| Bischoffsheim          | 3 308      | Jean-Paul Schlepp          |       | DVD   | Claude Lutz                |       | DVD   |
| Bischwiller            | 12 598     | Nicole Thomas              |       | UMP   | Jean-Lucien Netzer         |       | MoDem |
| Bouxwiller             | 3 994      | Danielle Buchi             |       | DVD   | Alain Janus                |       | DVD   |
| Brumath                | 9 976      | Étienne Wolf               |       | UMP   | Étienne Wolf               |       | UMP   |
| Châtenois              | 4 040      | Jean-Jacques Goldstein     |       | UMP   | Luc Adoneth                |       | DVD   |
| Drusenheim             | 5 088      | Jacky Keller               |       | UMP   | Jacky Keller               |       | UMP   |
| Eckbolsheim            | 6 514      | André Lobstein             |       | UMP   | André Lobstein             |       | UMP   |
| Erstein                | 10 559     | Jean-Marc Willer           |       | DVG   | Jean-Marc Willer           |       | DVG   |
| Eschau                 | 4 746      | Jean-Louis Freyd           |       | DVD   | Yves Sublon                |       | DVD   |
| Fegersheim             | 5 449      | René Lacogne               |       | DVD   | Thierry Schaal             |       | DVD   |
| Gambsheim              | 4 571      | Hubert Hoffmann            |       | DVD   | Hubert Hoffmann            |       | DVD   |
| Geispolsheim           | 7 116      | Sébastien Zaegel           |       | UMP   | Sébastien Zaegel           |       | UMP   |
| Gerstheim              | 3 242      | Marc-Daniel Roth           |       | DVD   | Laurence Muller-Bronn      |       | UMP   |
| Gundershoffen          | 3 555      | Claude Muckensturm         |       | DVD   | Claude Muckensturm         |       | DVD   |
| Haguenau               | 34 619     | Claude Sturni              |       | DVD   | Claude Sturni              |       | DVD   |
| Herrlisheim            | 4 827      | Louis Becker               |       | UMP   | Louis Becker               |       | UMP   |
| Hochfelden             | 3 453      | Georges Pfister            |       | UMP   | Georges Pfister            |       | UMP   |
| Holtzheim              | 3 205      | André Stoeffler            |       | DVD   | Pia Imbs                   |       | SE    |
| Hœnheim                | 10 942     | Vincent Debes              |       | UMP   | Vincent Debes              |       | UMP   |
| Hœrdt                  | 4 422      | Denis Riedinger            |       | DVD   | Denis Riedinger            |       | DVD   |
| Illkirch-Graffenstaden | 26 467     | Jacques Bigot              |       | PS    | Jacques Bigot              |       | PS    |
| Ingwiller              | 4 179      | Hugues Danner              |       | DVD   | Hugues Danner              |       | DVD   |
| La Wantzenau           | 5 837      | Claude Graebling           |       | DVD   | Patrick Depyl              |       | DVD   |
| Lingolsheim            | 16 703     | Yves Bur                   |       | UMP   | Yves Bur                   |       | UMP   |
| Marckolsheim           | 4 195      | Frédéric Pfliegersdoerffer |       | UDI   | Frédéric Pfliegersdoerffer |       | UDI   |
| Marlenheim             | 3 806      | Marcel Luttmann            |       | DVD   | Marcel Luttmann            |       | DVD   |
| Mertzwiller            | 3 444      | Roger Letzelter            |       | DVD   | Jean-Claude Strebler       |       | DVD   |
| Molsheim               | 9 142      | Laurent Furst              |       | UMP   | Laurent Furst              |       | UMP   |
| Mundolsheim            | 4 867      | Norbert Reinhardt          |       | DVG   | Béatrice Bulou             |       | DVG   |
| Mutzig                 | 5 703      | Raymond Bernard            |       | DVD   | Raymond Bernard            |       | DVD   |
| Niederbronn-les-Bains  | 4 339      | Frédéric Reiss             |       | UMP   | Anne Guillier              |       | DVD   |
| Oberhausbergen         | 4 735      | Jean-Richard Diebolt       |       | DVD   | Théo Klumpp                |       | DVD   |
| Oberhoffen-sur-Moder   | 3 347      | Fréderic Schott            |       | SE    | Günter Schumacher          |       | SE    |
| Obernai                | 10 689     | Bernard Fischer            |       | UMP   | Bernard Fischer            |       | UMP   |
| Ostwald                | 11 527     | Jean-Marie Beutel          |       | PS    | Jean-Marie Beutel          |       | PS    |
| Plobsheim              | 3 985      | Gérard Kammerer            |       | DVG   | Anne-Catherine Weber       |       | DVG   |
| Reichshoffen           | 5 562      | Hubert Walter              |       | UMP   | Hubert Walter              |       | UMP   |
| Reichstett             | 4 400      | Georges Schuler            |       | UMP   | Georges Schuler            |       | UMP   |
| Rosheim                | 4 862      | Michel Herr                |       | DVD   | Michel Herr                |       | DVD   |
| Sarre-Union            | 3 017      | Marc Séné                  |       | UMP   | Marc Séné                  |       | UMP   |
| Saverne                | 11 685     | Stéphane Leyenberger       |       | UMP   | Stéphane Leyenberger       |       | UMP   |
| Scherwiller            | 3 074      | André Boesch               |       | SE    | Olivier Sohler             |       | DVD   |
| Schiltigheim           | 31 633     | Raphaël Nisand             |       | PS    | Jean-Marie Kutner          |       | UDI   |
| Schweighouse-sur-Moder | 4 921      | Marcel Schmitt             |       | DVG   | Philippe Specht            |       | UDI   |
| Sélestat               | 19 181     | Marcel Bauer               |       | UMP   | Marcel Bauer               |       | UMP   |
| Seltz                  | 3 250      | Hugues Kraemer             |       | DVD   | Denis Loux                 |       | DVD   |
| Souffelweyersheim      | 7 548      | Pierre Perrin              |       | UDI   | Pierre Perrin              |       | UDI   |
| Soufflenheim           | 4 966      | Camille Scheydecker        |       | UMP   | Camille Scheydecker        |       | UMP   |
| Strasbourg             | 272 222    | Roland Ries                |       | PS    | Roland Ries                |       | PS    |
| Vendenheim             | 5 544      | Henri Bronner              |       | DVG   | Pierre Schwartz            |       | DVD   |
| Wasselonne             | 5 628      | Joseph Ostermann           |       | UMP   | Michèle Eschlimann         |       | UMP   |
| Weyersheim             | 3 371      | Étienne Roeckel            |       | DVD   | Étienne Roeckel            |       | DVD   |
| Wissembourg            | 7 780      | Christian Gliech           |       | DVG   | Christian Gliech           |       | DVG   |
| Wolfisheim             | 3 970      | Éric Amiet                 |       | UMP   | Éric Amiet                 |       | UMP   |

## Résultats dans les communes de plus de3 000 habitants

### Barr
- Maire sortant : Gilbert Scholly (UMP)
- 29 sièges à pourvoir au conseil municipal (population légale 2011 : 6 971 habitants)
- 8 sièges à pourvoir au conseil communautaire (CC du Pays de Barr)

| Tête de liste            | Tête de liste      | Liste          | Premier tour | Premier tour | Second tour | Second tour | Sièges | Sièges |
| Tête de liste            | Tête de liste      | Liste          | Voix         | %            | Voix        | %           | CM     | CC     |
| ------------------------ | ------------------ | -------------- | ------------ | ------------ | ----------- | ----------- | ------ | ------ |
|                          | Gilbert Scholly *  | DVD            | 1 437        | 48,28        | 1 476       | 51,10       | 22     | 7      |
|                          | Valérie Friederich | DVD            | 923          | 31,01        | 936         | 32,40       | 5      | 1      |
|                          | Éric Gautier       | FN             | 616          | 20,69        | 476         | 16,48       | 2      |        |
|                          |                    |                |              |              |             |             |        |        |
| Inscrits                 | Inscrits           | Inscrits       | 4 739        | 100,00       | 4 739       | 100,00      |        |        |
| Abstentions              | Abstentions        | Abstentions    | 1 715        | 36,19        | 1 814       | 38,28       |        |        |
| Votants                  | Votants            | Votants        | 3 024        | 63,81        | 2 925       | 61,72       |        |        |
| Blancs et nuls           | Blancs et nuls     | Blancs et nuls | 48           | 1,59         | 37          | 1,26        |        |        |
| Exprimés                 | Exprimés           | Exprimés       | 2 976        | 98,41        | 2 888       | 98,74       |        |        |
| * Liste du maire sortant |                    |                |              |              |             |             |        |        |

### Benfeld
- Maire sortant : Jacky Wolfarth (DVD)
- 29 sièges à pourvoir au conseil municipal (population légale 2011 : 5 664 habitants)
- 6 sièges à pourvoir au conseil communautaire (CC du Canton d'Erstein)

|                          | Jacky Wolfarth * | DVD            | 1 067 | 52,69  | 23 | 5 |  |  |
|                          | Benoît Gsell     | DVD            | 530   | 26,17  | 3  | 1 |  |  |
|                          | Daniel Messmer   | DVD            | 428   | 21,13  | 3  |   |  |  |
|                          |                  |                |       |        |    |   |  |  |
| Inscrits                 | Inscrits         | Inscrits       | 3 577 | 100,00 |    |   |  |  |
| Abstentions              | Abstentions      | Abstentions    | 1 457 | 40,73  |    |   |  |  |
| Votants                  | Votants          | Votants        | 2 120 | 59,27  |    |   |  |  |
| Blancs et nuls           | Blancs et nuls   | Blancs et nuls | 95    | 4,48   |    |   |  |  |
| Exprimés                 | Exprimés         | Exprimés       | 2 025 | 95,52  |    |   |  |  |
| * Liste du maire sortant |                  |                |       |        |    |   |  |  |

### Betschdorf
- Maire sortant : Adrien Weiss
- 27 sièges à pourvoir au conseil municipal (population légale 2011 : 4 082 habitants)
- 8 sièges à pourvoir au conseil communautaire (CC de l'Outre-Forêt)

|                          | Adrien Weiss * | DVD            | 1 104 | 65,63  | 23 | 7 |  |  |
|                          | Thierry Hoerr  | DVG            | 578   | 34,36  | 4  | 1 |  |  |
|                          |                |                |       |        |    |   |  |  |
| Inscrits                 | Inscrits       | Inscrits       | 2 873 | 100,00 |    |   |  |  |
| Abstentions              | Abstentions    | Abstentions    | 1 037 | 36,09  |    |   |  |  |
| Votants                  | Votants        | Votants        | 1 836 | 63,91  |    |   |  |  |
| Blancs et nuls           | Blancs et nuls | Blancs et nuls | 154   | 8,39   |    |   |  |  |
| Exprimés                 | Exprimés       | Exprimés       | 1 682 | 91,61  |    |   |  |  |
| * Liste du maire sortant |                |                |       |        |    |   |  |  |

### Bischheim
- Maire sortant : André Klein-Mosser (UMP)
- 33 sièges à pourvoir au conseil municipal (population légale 2011 : 17 570 habitants)
- 4 sièges à pourvoir au conseil communautaire (Eurométropole de Strasbourg)

|                | Jean-Louis Hoerle     | UMP            | 2 242 | 51,67  | 26 | 3 |  |  |
|                | Richard Sancho Andreo | PS-PCF-EELV    | 1 392 | 32,08  | 5  | 1 |  |  |
|                | Christèle Laforêt     | UDI            | 705   | 16,24  | 2  |   |  |  |
|                |                       |                |       |        |    |   |  |  |
| Inscrits       | Inscrits              | Inscrits       | 9 541 | 100,00 |    |   |  |  |
| Abstentions    | Abstentions           | Abstentions    | 5 025 | 52,67  |    |   |  |  |
| Votants        | Votants               | Votants        | 4 516 | 47,33  |    |   |  |  |
| Blancs et nuls | Blancs et nuls        | Blancs et nuls | 177   | 3,92   |    |   |  |  |
| Exprimés       | Exprimés              | Exprimés       | 4 339 | 96,08  |    |   |  |  |

### Bischoffsheim
- Maire sortant : Jean-Paul Schlepp
- 23 sièges à pourvoir au conseil municipal (population légale 2011 : 3 308 habitants)
- 5 sièges à pourvoir au conseil communautaire (CC des Portes de Rosheim)

|                | Claude Lutz    | DVD            | 1 070 | 100,00 | 23 | 5 |  |  |
|                |                |                |       |        |    |   |  |  |
| Inscrits       | Inscrits       | Inscrits       | 2 693 | 100,00 |    |   |  |  |
| Abstentions    | Abstentions    | Abstentions    | 1 262 | 46,86  |    |   |  |  |
| Votants        | Votants        | Votants        | 1 431 | 53,14  |    |   |  |  |
| Blancs et nuls | Blancs et nuls | Blancs et nuls | 361   | 25,23  |    |   |  |  |
| Exprimés       | Exprimés       | Exprimés       | 1 070 | 74,77  |    |   |  |  |

### Bischwiller
- Maire sortant : Nicole Thomas (UMP)
- 33 sièges à pourvoir au conseil municipal (population légale 2011 : 12 598 habitants)
- 15 sièges à pourvoir au conseil communautaire (CA de Haguenau)

| Tête de liste            | Tête de liste               | Liste          | Premier tour | Premier tour | Second tour | Second tour | Sièges | Sièges |
| Tête de liste            | Tête de liste               | Liste          | Voix         | %            | Voix        | %           | CM     | CC     |
| ------------------------ | --------------------------- | -------------- | ------------ | ------------ | ----------- | ----------- | ------ | ------ |
|                          | Jean-Lucien Netzer          | DVD            | 1 957        | 47,88        | 2 538       | 58,69       | 26     | 12     |
|                          | Nicole Thomas née Schuler * | DVD            | 1 870        | 45,75        | 1 786       | 41,30       | 7      | 3      |
|                          | Halil Ceylan                | SE             | 260          | 6,36         |             |             |        |        |
|                          |                             |                |              |              |             |             |        |        |
| Inscrits                 | Inscrits                    | Inscrits       | 6 840        | 100,00       | 6 840       | 100,00      |        |        |
| Abstentions              | Abstentions                 | Abstentions    | 2 612        | 38,19        | 2 416       | 35,32       |        |        |
| Votants                  | Votants                     | Votants        | 4 228        | 61,81        | 4 424       | 64,68       |        |        |
| Blancs et nuls           | Blancs et nuls              | Blancs et nuls | 141          | 3,33         | 100         | 2,26        |        |        |
| Exprimés                 | Exprimés                    | Exprimés       | 4 087        | 96,67        | 4 324       | 97,74       |        |        |
| * Liste du maire sortant |                             |                |              |              |             |             |        |        |

### Bouxwiller
- Maire sortant : Danielle Buchi
- 27 sièges à pourvoir au conseil municipal (population légale 2011 : 3 994 habitants)
- 5 sièges à pourvoir au conseil communautaire (CC de Hanau-La Petite Pierre)

|                | Alain Janus    | DVD            | 1 207 | 100,00 | 27 | 5 |  |  |
|                |                |                |       |        |    |   |  |  |
| Inscrits       | Inscrits       | Inscrits       | 2 827 | 100,00 |    |   |  |  |
| Abstentions    | Abstentions    | Abstentions    | 1 334 | 47,19  |    |   |  |  |
| Votants        | Votants        | Votants        | 1 493 | 52,81  |    |   |  |  |
| Blancs et nuls | Blancs et nuls | Blancs et nuls | 286   | 19,16  |    |   |  |  |
| Exprimés       | Exprimés       | Exprimés       | 1 207 | 80,84  |    |   |  |  |

### Brumath
- Maire sortant : Étienne Wolf (UMP)
- 29 sièges à pourvoir au conseil municipal (population légale 2011 : 9 976 habitants)
- 13 sièges à pourvoir au conseil communautaire (CA de Haguenau)

|                          | Étienne Wolf *     | UMP            | 2 452 | 56,71  | 23 | 11 |  |  |
|                          | Éric Vial          | DVD            | 1 431 | 33,10  | 5  | 2  |  |  |
|                          | Jean-Michel Delaye | DVG            | 440   | 10,17  | 1  |    |  |  |
|                          |                    |                |       |        |    |    |  |  |
| Inscrits                 | Inscrits           | Inscrits       | 7 226 | 100,00 |    |    |  |  |
| Abstentions              | Abstentions        | Abstentions    | 2 771 | 38,35  |    |    |  |  |
| Votants                  | Votants            | Votants        | 4 455 | 61,65  |    |    |  |  |
| Blancs et nuls           | Blancs et nuls     | Blancs et nuls | 132   | 2,96   |    |    |  |  |
| Exprimés                 | Exprimés           | Exprimés       | 4 323 | 97,04  |    |    |  |  |
| * Liste du maire sortant |                    |                |       |        |    |    |  |  |

### Châtenois
- Maire sortant : Jean-Jacques Goldstein
- 27 sièges à pourvoir au conseil municipal (population légale 2011 : 4 040 habitants)
- 5 sièges à pourvoir au conseil communautaire (CC de Sélestat)

|                | Luc Adoneth    | DVD            | 1 318 | 100,00 | 27 | 5 |  |  |
|                |                |                |       |        |    |   |  |  |
| Inscrits       | Inscrits       | Inscrits       | 3 176 | 100,00 |    |   |  |  |
| Abstentions    | Abstentions    | Abstentions    | 1 527 | 48,08  |    |   |  |  |
| Votants        | Votants        | Votants        | 1 649 | 51,92  |    |   |  |  |
| Blancs et nuls | Blancs et nuls | Blancs et nuls | 331   | 20,07  |    |   |  |  |
| Exprimés       | Exprimés       | Exprimés       | 1 318 | 79,93  |    |   |  |  |

### Drusenheim
- Maire sortant : Jacky Keller (DVD)
- 29 sièges à pourvoir au conseil municipal (population légale 2011 : 5 088 habitants)
- 6 sièges à pourvoir au conseil communautaire (CC du Pays Rhénan)

| Tête de liste            | Tête de liste       | Liste          | Premier tour | Premier tour | Second tour | Second tour | Sièges | Sièges |
| Tête de liste            | Tête de liste       | Liste          | Voix         | %            | Voix        | %           | CM     | CC     |
| ------------------------ | ------------------- | -------------- | ------------ | ------------ | ----------- | ----------- | ------ | ------ |
|                          | Jacky Keller *      | UMP            | 1 249        | 45,40        | 1 363       | 51,04       | 23     | 5      |
|                          | Marcel Vierling     | DVD            | 775          | 28,17        | 661         | 24,75       | 3      | 1      |
|                          | Véronique Steinmetz | DVG            | 727          | 26,42        | 646         | 24,19       | 3      |        |
|                          |                     |                |              |              |             |             |        |        |
| Inscrits                 | Inscrits            | Inscrits       | 4 134        | 100,00       | 4 134       | 100,00      |        |        |
| Abstentions              | Abstentions         | Abstentions    | 1 311        | 31,71        | 1 383       | 33,45       |        |        |
| Votants                  | Votants             | Votants        | 2 823        | 68,29        | 2 751       | 66,55       |        |        |
| Blancs et nuls           | Blancs et nuls      | Blancs et nuls | 72           | 2,55         | 81          | 2,94        |        |        |
| Exprimés                 | Exprimés            | Exprimés       | 2 751        | 97,45        | 2 670       | 97,06       |        |        |
| * Liste du maire sortant |                     |                |              |              |             |             |        |        |

### Eckbolsheim
- Maire sortant : André Lobstein (UMP)
- 29 sièges à pourvoir au conseil municipal (population légale 2011 : 6 514 habitants)
- 1 sièges à pourvoir au conseil communautaire (Eurométropole de Strasbourg)

|                          | André Lobstein * | UMP            | 1 478 | 59,33  | 23 | 1 |  |  |
|                          | Francis Volk     | DVD            | 1 013 | 40,66  | 6  |   |  |  |
|                          |                  |                |       |        |    |   |  |  |
| Inscrits                 | Inscrits         | Inscrits       | 4 558 | 100,00 |    |   |  |  |
| Abstentions              | Abstentions      | Abstentions    | 1 891 | 41,49  |    |   |  |  |
| Votants                  | Votants          | Votants        | 2 667 | 58,51  |    |   |  |  |
| Blancs et nuls           | Blancs et nuls   | Blancs et nuls | 176   | 6,60   |    |   |  |  |
| Exprimés                 | Exprimés         | Exprimés       | 2 491 | 93,40  |    |   |  |  |
| * Liste du maire sortant |                  |                |       |        |    |   |  |  |

### Erstein
- Maire sortant : Jean-Marc Willer (DVG)
- 33 sièges à pourvoir au conseil municipal (population légale 2011 : 10 559 habitants)
- 15 sièges à pourvoir au conseil communautaire (CC du Canton d'Erstein)

|                          | Jean-Marc Willer * | DVG            | 2 719 | 63,02  | 27 | 13 |  |  |
|                          | Jean-Claude Bader  | UMP            | 1 595 | 36,97  | 6  | 2  |  |  |
|                          |                    |                |       |        |    |    |  |  |
| Inscrits                 | Inscrits           | Inscrits       | 7 845 | 100,00 |    |    |  |  |
| Abstentions              | Abstentions        | Abstentions    | 3 367 | 42,92  |    |    |  |  |
| Votants                  | Votants            | Votants        | 4 478 | 57,08  |    |    |  |  |
| Blancs et nuls           | Blancs et nuls     | Blancs et nuls | 164   | 3,66   |    |    |  |  |
| Exprimés                 | Exprimés           | Exprimés       | 4 314 | 96,34  |    |    |  |  |
| * Liste du maire sortant |                    |                |       |        |    |    |  |  |

### Eschau
- Maire sortant : Jean-Louis Freyd
- 27 sièges à pourvoir au conseil municipal (population légale 2011 : 4 746 habitants)
- 1 sièges à pourvoir au conseil communautaire (Eurométropole de Strasbourg)

|                | Yves Sublon        | DVD            | 1 591 | 65,36  | 23 | 1 |  |  |
|                | Philippe Delecolle | DVD            | 843   | 34,63  | 4  |   |  |  |
|                |                    |                |       |        |    |   |  |  |
| Inscrits       | Inscrits           | Inscrits       | 3 677 | 100,00 |    |   |  |  |
| Abstentions    | Abstentions        | Abstentions    | 1 087 | 29,56  |    |   |  |  |
| Votants        | Votants            | Votants        | 2 590 | 70,44  |    |   |  |  |
| Blancs et nuls | Blancs et nuls     | Blancs et nuls | 156   | 6,02   |    |   |  |  |
| Exprimés       | Exprimés           | Exprimés       | 2 434 | 93,98  |    |   |  |  |

### Fegersheim
- Maire sortant : René Lacogne (DVD)
- 29 sièges à pourvoir au conseil municipal (population légale 2011 : 5 449 habitants)
- 1 sièges à pourvoir au conseil communautaire (Eurométropole de Strasbourg)

| Tête de liste  | Tête de liste   | Liste          | Premier tour | Premier tour | Second tour | Second tour | Sièges | Sièges |
| Tête de liste  | Tête de liste   | Liste          | Voix         | %            | Voix        | %           | CM     | CC     |
| -------------- | --------------- | -------------- | ------------ | ------------ | ----------- | ----------- | ------ | ------ |
|                | Thierry Schaal  | DVD            | 1 180        | 47,92        | 1 522       | 66,95       | 25     | 1      |
|                | Matthieu Lefftz | DVD            | 704          | 28,59        | 751         | 33,04       | 4      |        |
|                | Sylvie Reeb     | DVD            | 578          | 23,47        |             |             |        |        |
|                |                 |                |              |              |             |             |        |        |
| Inscrits       | Inscrits        | Inscrits       | 4 230        | 100,00       | 4 230       | 100,00      |        |        |
| Abstentions    | Abstentions     | Abstentions    | 1 676        | 39,62        | 1 826       | 43,17       |        |        |
| Votants        | Votants         | Votants        | 2 554        | 60,38        | 2 404       | 56,83       |        |        |
| Blancs et nuls | Blancs et nuls  | Blancs et nuls | 92           | 3,60         | 131         | 5,45        |        |        |
| Exprimés       | Exprimés        | Exprimés       | 2 462        | 96,40        | 2 273       | 94,55       |        |        |

### Gambsheim
- Maire sortant : Hubert Hoffmann
- 27 sièges à pourvoir au conseil municipal (population légale 2011 : 4 571 habitants)
- 5 sièges à pourvoir au conseil communautaire (CC du Pays Rhénan)

|                          | Hubert Hoffmann * | DVD            | 1 479 | 100,00 | 27 | 5 |  |  |
|                          |                   |                |       |        |    |   |  |  |
| Inscrits                 | Inscrits          | Inscrits       | 3 568 | 100,00 |    |   |  |  |
| Abstentions              | Abstentions       | Abstentions    | 1 805 | 50,59  |    |   |  |  |
| Votants                  | Votants           | Votants        | 1 763 | 49,41  |    |   |  |  |
| Blancs et nuls           | Blancs et nuls    | Blancs et nuls | 284   | 16,11  |    |   |  |  |
| Exprimés                 | Exprimés          | Exprimés       | 1 479 | 83,89  |    |   |  |  |
| * Liste du maire sortant |                   |                |       |        |    |   |  |  |

### Geispolsheim
- Maire sortant : Sébastien Zaegel (UMP)
- 29 sièges à pourvoir au conseil municipal (population légale 2011 : 7 116 habitants)
- 1 sièges à pourvoir au conseil communautaire (Eurométropole de Strasbourg)

|                          | Sébastien Zaegel * | UMP            | 2 418 | 78,17  | 26 | 1 |  |  |
|                          | Jacques Fernique   | EELV           | 675   | 21,82  | 3  |   |  |  |
|                          |                    |                |       |        |    |   |  |  |
| Inscrits                 | Inscrits           | Inscrits       | 5 601 | 100,00 |    |   |  |  |
| Abstentions              | Abstentions        | Abstentions    | 2 344 | 41,85  |    |   |  |  |
| Votants                  | Votants            | Votants        | 3 257 | 58,15  |    |   |  |  |
| Blancs et nuls           | Blancs et nuls     | Blancs et nuls | 164   | 5,04   |    |   |  |  |
| Exprimés                 | Exprimés           | Exprimés       | 3 093 | 94,96  |    |   |  |  |
| * Liste du maire sortant |                    |                |       |        |    |   |  |  |

### Gerstheim
- Maire sortant : Marc-Daniel Roth
- 23 sièges à pourvoir au conseil municipal (population légale 2011 : 3 242 habitants)
- 7 sièges à pourvoir au conseil communautaire (CC du Canton d'Erstein)

|                | Laurence Muller-Bronn | DVD            | 927   | 53,52  | 18 | 6 |  |  |
|                | Fabien Wagner         | DVD            | 805   | 46,47  | 5  | 1 |  |  |
|                |                       |                |       |        |    |   |  |  |
| Inscrits       | Inscrits              | Inscrits       | 2 482 | 100,00 |    |   |  |  |
| Abstentions    | Abstentions           | Abstentions    | 667   | 26,87  |    |   |  |  |
| Votants        | Votants               | Votants        | 1 815 | 73,13  |    |   |  |  |
| Blancs et nuls | Blancs et nuls        | Blancs et nuls | 83    | 4,57   |    |   |  |  |
| Exprimés       | Exprimés              | Exprimés       | 1 732 | 95,43  |    |   |  |  |

### Gundershoffen
- Maire sortant : Claude Muckensturm
- 27 sièges à pourvoir au conseil municipal (population légale 2011 : 3 555 habitants)
- 5 sièges à pourvoir au conseil communautaire (CC du Pays de Niederbronn-les-Bains)

|                          | Claude Muckensturm * | DVD            | 1 142 | 63,83  | 22 | 4 |  |  |
|                          | Victor Vogt          | DVD            | 647   | 36,16  | 5  | 1 |  |  |
|                          |                      |                |       |        |    |   |  |  |
| Inscrits                 | Inscrits             | Inscrits       | 2 724 | 100,00 |    |   |  |  |
| Abstentions              | Abstentions          | Abstentions    | 880   | 32,31  |    |   |  |  |
| Votants                  | Votants              | Votants        | 1 844 | 67,69  |    |   |  |  |
| Blancs et nuls           | Blancs et nuls       | Blancs et nuls | 55    | 2,98   |    |   |  |  |
| Exprimés                 | Exprimés             | Exprimés       | 1 789 | 97,02  |    |   |  |  |
| * Liste du maire sortant |                      |                |       |        |    |   |  |  |

### Haguenau
- Maire sortant : Claude Sturni (DVD)
- 39 sièges à pourvoir au conseil municipal (population légale 2011 : 34 619 habitants)
- 16 sièges à pourvoir au conseil communautaire (CA de Haguenau)

|                          | Claude Sturni *     | DVD            | 6 352  | 54,71  | 31 | 13 |  |  |
|                          | Jean-Claude Altherr | FN             | 2 399  | 20,66  | 4  | 2  |  |  |
|                          | Luc Lehner          | DVD            | 1 966  | 16,93  | 3  | 1  |  |  |
|                          | Leilla Witzmann     | DVG            | 892    | 7,68   | 1  |    |  |  |
|                          |                     |                |        |        |    |    |  |  |
| Inscrits                 | Inscrits            | Inscrits       | 22 690 | 100,00 |    |    |  |  |
| Abstentions              | Abstentions         | Abstentions    | 10 728 | 47,28  |    |    |  |  |
| Votants                  | Votants             | Votants        | 11 962 | 52,72  |    |    |  |  |
| Blancs et nuls           | Blancs et nuls      | Blancs et nuls | 353    | 2,95   |    |    |  |  |
| Exprimés                 | Exprimés            | Exprimés       | 11 609 | 97,05  |    |    |  |  |
| * Liste du maire sortant |                     |                |        |        |    |    |  |  |

### Herrlisheim
- Maire sortant : Louis Becker
- 27 sièges à pourvoir au conseil municipal (population légale 2011 : 4 827 habitants)
- 5 sièges à pourvoir au conseil communautaire (CC du Pays Rhénan)

| Tête de liste            | Tête de liste   | Liste          | Premier tour | Premier tour | Second tour | Second tour | Sièges | Sièges |
| Tête de liste            | Tête de liste   | Liste          | Voix         | %            | Voix        | %           | CM     | CC     |
| ------------------------ | --------------- | -------------- | ------------ | ------------ | ----------- | ----------- | ------ | ------ |
|                          | Louis Becker *  | UMP            | 1 257        | 49,00        | 1 356       | 53,09       | 21     | 4      |
|                          | Serge Schaeffer | PS             | 974          | 37,97        | 972         | 38,05       | 5      | 1      |
|                          | Michel Hardy    | FN             | 334          | 13,02        | 226         | 8,84        | 1      |        |
|                          |                 |                |              |              |             |             |        |        |
| Inscrits                 | Inscrits        | Inscrits       | 4 012        | 100,00       | 4 012       | 100,00      |        |        |
| Abstentions              | Abstentions     | Abstentions    | 1 391        | 34,67        | 1 413       | 35,22       |        |        |
| Votants                  | Votants         | Votants        | 2 621        | 65,33        | 2 599       | 64,78       |        |        |
| Blancs et nuls           | Blancs et nuls  | Blancs et nuls | 56           | 2,14         | 45          | 1,73        |        |        |
| Exprimés                 | Exprimés        | Exprimés       | 2 565        | 97,86        | 2 554       | 98,27       |        |        |
| * Liste du maire sortant |                 |                |              |              |             |             |        |        |

### Hochfelden
- Maire sortant : Georges Pfister
- 23 sièges à pourvoir au conseil municipal (population légale 2011 : 3 453 habitants)
- 9 sièges à pourvoir au conseil communautaire (CC du Pays de la Zorn)

|                          | Georges Pfister * | UMP            | 929   | 100,00 | 23 | 9 |  |  |
|                          |                   |                |       |        |    |   |  |  |
| Inscrits                 | Inscrits          | Inscrits       | 2 577 | 100,00 |    |   |  |  |
| Abstentions              | Abstentions       | Abstentions    | 1 211 | 46,99  |    |   |  |  |
| Votants                  | Votants           | Votants        | 1 366 | 53,01  |    |   |  |  |
| Blancs et nuls           | Blancs et nuls    | Blancs et nuls | 437   | 31,99  |    |   |  |  |
| Exprimés                 | Exprimés          | Exprimés       | 929   | 68,01  |    |   |  |  |
| * Liste du maire sortant |                   |                |       |        |    |   |  |  |

### Hœnheim
- Maire sortant : Vincent Debes (UMP)
- 33 sièges à pourvoir au conseil municipal (population légale 2011 : 10 942 habitants)
- 2 sièges à pourvoir au conseil communautaire (Eurométropole de Strasbourg)

|                          | Vincent Debes *      | DVD            | 3 623 | 78,79  | 30 | 2 |  |  |
|                          | Dominique Pignatelli | UMP            | 661   | 14,37  | 2  |   |  |  |
|                          | Vincent Darroman     | DVG            | 314   | 6,82   | 1  |   |  |  |
|                          |                      |                |       |        |    |   |  |  |
| Inscrits                 | Inscrits             | Inscrits       | 7 613 | 100,00 |    |   |  |  |
| Abstentions              | Abstentions          | Abstentions    | 2 908 | 38,20  |    |   |  |  |
| Votants                  | Votants              | Votants        | 4 705 | 61,80  |    |   |  |  |
| Blancs et nuls           | Blancs et nuls       | Blancs et nuls | 107   | 2,27   |    |   |  |  |
| Exprimés                 | Exprimés             | Exprimés       | 4 598 | 97,73  |    |   |  |  |
| * Liste du maire sortant |                      |                |       |        |    |   |  |  |

### Hœrdt
- Maire sortant : Denis Riedinger
- 27 sièges à pourvoir au conseil municipal (population légale 2011 : 4 422 habitants)
- 8 sièges à pourvoir au conseil communautaire (CC de la Basse-Zorn)

|                          | Denis Riedinger * | DVD            | 1 624 | 100,00 | 27 | 8 |  |  |
|                          |                   |                |       |        |    |   |  |  |
| Inscrits                 | Inscrits          | Inscrits       | 3 383 | 100,00 |    |   |  |  |
| Abstentions              | Abstentions       | Abstentions    | 1 562 | 46,17  |    |   |  |  |
| Votants                  | Votants           | Votants        | 1 821 | 53,83  |    |   |  |  |
| Blancs et nuls           | Blancs et nuls    | Blancs et nuls | 197   | 10,82  |    |   |  |  |
| Exprimés                 | Exprimés          | Exprimés       | 1 624 | 89,18  |    |   |  |  |
| * Liste du maire sortant |                   |                |       |        |    |   |  |  |

### Holtzheim
- Maire sortant : André Stoeffler
- 23 sièges à pourvoir au conseil municipal (population légale 2011 : 3 205 habitants)
- 1 sièges à pourvoir au conseil communautaire (Eurométropole de Strasbourg)

|                          | Pia Imbs          | SE             | 1 182 | 65,01  | 19 | 1 |  |  |
|                          | André Stoeffler * | DVD            | 636   | 34,98  | 4  |   |  |  |
|                          |                   |                |       |        |    |   |  |  |
| Inscrits                 | Inscrits          | Inscrits       | 2 739 | 100,00 |    |   |  |  |
| Abstentions              | Abstentions       | Abstentions    | 875   | 31,95  |    |   |  |  |
| Votants                  | Votants           | Votants        | 1 864 | 68,05  |    |   |  |  |
| Blancs et nuls           | Blancs et nuls    | Blancs et nuls | 46    | 2,47   |    |   |  |  |
| Exprimés                 | Exprimés          | Exprimés       | 1 818 | 97,53  |    |   |  |  |
| * Liste du maire sortant |                   |                |       |        |    |   |  |  |

### Illkirch-Graffenstaden
- Maire sortant : Jacques Bigot (PS)
- 35 sièges à pourvoir au conseil municipal (population légale 2011 : 26 467 habitants)
- 7 sièges à pourvoir au conseil communautaire (Eurométropole de Strasbourg)

|                          | Jacques Bigot *  | PS             | 5 135  | 59,05  | 28 | 6 |  |  |
|                          | Thibaud Philipps | UMP-UDI        | 3 561  | 40,94  | 7  | 1 |  |  |
|                          |                  |                |        |        |    |   |  |  |
| Inscrits                 | Inscrits         | Inscrits       | 17 976 | 100,00 |    |   |  |  |
| Abstentions              | Abstentions      | Abstentions    | 8 870  | 49,34  |    |   |  |  |
| Votants                  | Votants          | Votants        | 9 106  | 50,66  |    |   |  |  |
| Blancs et nuls           | Blancs et nuls   | Blancs et nuls | 410    | 4,50   |    |   |  |  |
| Exprimés                 | Exprimés         | Exprimés       | 8 696  | 95,50  |    |   |  |  |
| * Liste du maire sortant |                  |                |        |        |    |   |  |  |

### Ingwiller
- Maire sortant : Hugues Danner
- 27 sièges à pourvoir au conseil municipal (population légale 2011 : 4 179 habitants)
- 5 sièges à pourvoir au conseil communautaire (CC de Hanau-La Petite Pierre)

| Tête de liste            | Tête de liste      | Liste          | Premier tour | Premier tour | Second tour | Second tour | Sièges | Sièges |
| Tête de liste            | Tête de liste      | Liste          | Voix         | %            | Voix        | %           | CM     | CC     |
| ------------------------ | ------------------ | -------------- | ------------ | ------------ | ----------- | ----------- | ------ | ------ |
|                          | Hugues Danner *    | DVD            | 700          | 37,01        | 814         | 41,17       | 5      | 1      |
|                          | Hans Doeppen       | DVD            | 661          | 34,95        | 1 163       | 58,82       | 22     | 4      |
|                          | Jacqueline Schnepp | DVD            | 530          | 28,02        |             |             |        |        |
|                          |                    |                |              |              |             |             |        |        |
| Inscrits                 | Inscrits           | Inscrits       | 3 061        | 100,00       | 3 061       | 100,00      |        |        |
| Abstentions              | Abstentions        | Abstentions    | 1 115        | 36,43        | 1 033       | 33,75       |        |        |
| Votants                  | Votants            | Votants        | 1 946        | 63,57        | 2 028       | 66,25       |        |        |
| Blancs et nuls           | Blancs et nuls     | Blancs et nuls | 55           | 2,83         | 51          | 2,51        |        |        |
| Exprimés                 | Exprimés           | Exprimés       | 1 891        | 97,17        | 1 977       | 97,49       |        |        |
| * Liste du maire sortant |                    |                |              |              |             |             |        |        |

### La Wantzenau
- Maire sortant : Claude Graebling (DVD)
- 29 sièges à pourvoir au conseil municipal (population légale 2011 : 5 837 habitants)
- 1 sièges à pourvoir au conseil communautaire (Eurométropole de Strasbourg)

| Tête de liste            | Tête de liste        | Liste          | Premier tour | Premier tour | Second tour | Second tour | Sièges | Sièges |
| Tête de liste            | Tête de liste        | Liste          | Voix         | %            | Voix        | %           | CM     | CC     |
| ------------------------ | -------------------- | -------------- | ------------ | ------------ | ----------- | ----------- | ------ | ------ |
|                          | Patrick Depyl        | DVD            | 1 272        | 41,56        | 1 366       | 43,05       | 21     | 1      |
|                          | Michèle Kannengieser | DVD            | 1 029        | 33,62        | 1 288       | 40,59       | 6      |        |
|                          | Claude Graebling *   | DVD            | 759          | 24,80        | 519         | 16,35       | 2      |        |
|                          |                      |                |              |              |             |             |        |        |
| Inscrits                 | Inscrits             | Inscrits       | 4 716        | 100,00       | 4 716       | 100,00      |        |        |
| Abstentions              | Abstentions          | Abstentions    | 1 577        | 33,44        | 1 504       | 31,89       |        |        |
| Votants                  | Votants              | Votants        | 3 139        | 66,56        | 3 212       | 68,11       |        |        |
| Blancs et nuls           | Blancs et nuls       | Blancs et nuls | 79           | 2,52         | 39          | 1,21        |        |        |
| Exprimés                 | Exprimés             | Exprimés       | 3 060        | 97,48        | 3 173       | 98,79       |        |        |
| * Liste du maire sortant |                      |                |              |              |             |             |        |        |

### Lingolsheim
- Maire sortant : Yves Bur (UMP)
- 33 sièges à pourvoir au conseil municipal (population légale 2011 : 16 703 habitants)
- 4 sièges à pourvoir au conseil communautaire (Eurométropole de Strasbourg)

|                          | Yves Bur *         | UMP            | 3 558  | 64,47  | 27 | 3 |  |  |
|                          | Valérie Wackermann | PS             | 1 960  | 35,52  | 6  | 1 |  |  |
|                          |                    |                |        |        |    |   |  |  |
| Inscrits                 | Inscrits           | Inscrits       | 12 121 | 100,00 |    |   |  |  |
| Abstentions              | Abstentions        | Abstentions    | 6 299  | 51,97  |    |   |  |  |
| Votants                  | Votants            | Votants        | 5 822  | 48,03  |    |   |  |  |
| Blancs et nuls           | Blancs et nuls     | Blancs et nuls | 304    | 5,22   |    |   |  |  |
| Exprimés                 | Exprimés           | Exprimés       | 5 518  | 94,78  |    |   |  |  |
| * Liste du maire sortant |                    |                |        |        |    |   |  |  |

### Marckolsheim
- Maire sortant : Frédéric Pfliegersdoerffer
- 27 sièges à pourvoir au conseil municipal (population légale 2011 : 4 195 habitants)
- 8 sièges à pourvoir au conseil communautaire (CC du Ried de Marckolsheim)

|                          | Frédéric Pfliegersdoerffer * | DVD            | 1 188 | 100,00 | 27 | 8 |  |  |
|                          |                              |                |       |        |    |   |  |  |
| Inscrits                 | Inscrits                     | Inscrits       | 2 865 | 100,00 |    |   |  |  |
| Abstentions              | Abstentions                  | Abstentions    | 1 410 | 49,21  |    |   |  |  |
| Votants                  | Votants                      | Votants        | 1 455 | 50,79  |    |   |  |  |
| Blancs et nuls           | Blancs et nuls               | Blancs et nuls | 267   | 18,35  |    |   |  |  |
| Exprimés                 | Exprimés                     | Exprimés       | 1 188 | 81,65  |    |   |  |  |
| * Liste du maire sortant |                              |                |       |        |    |   |  |  |

### Marlenheim
- Maire sortant : Marcel Luttmann
- 27 sièges à pourvoir au conseil municipal (population légale 2011 : 3 806 habitants)
- 7 sièges à pourvoir au conseil communautaire (CC de la Mossig et du Vignoble)

|                          | Marcel Luttmann * | DVD            | 1 221 | 61,54  | 22 | 6 |  |  |
|                          | Romain Fritsch    | DVD            | 763   | 38,45  | 5  | 1 |  |  |
|                          |                   |                |       |        |    |   |  |  |
| Inscrits                 | Inscrits          | Inscrits       | 3 310 | 100,00 |    |   |  |  |
| Abstentions              | Abstentions       | Abstentions    | 1 249 | 37,73  |    |   |  |  |
| Votants                  | Votants           | Votants        | 2 061 | 62,27  |    |   |  |  |
| Blancs et nuls           | Blancs et nuls    | Blancs et nuls | 77    | 3,74   |    |   |  |  |
| Exprimés                 | Exprimés          | Exprimés       | 1 984 | 96,26  |    |   |  |  |
| * Liste du maire sortant |                   |                |       |        |    |   |  |  |

### Mertzwiller
- Maire sortant : Roger Letzelter
- 23 sièges à pourvoir au conseil municipal (population légale 2011 : 3 444 habitants)
- 5 sièges à pourvoir au conseil communautaire (CC du Pays de Niederbronn-les-Bains)

| Tête de liste            | Tête de liste        | Liste          | Premier tour | Premier tour | Second tour | Second tour | Sièges | Sièges |
| Tête de liste            | Tête de liste        | Liste          | Voix         | %            | Voix        | %           | CM     | CC     |
| ------------------------ | -------------------- | -------------- | ------------ | ------------ | ----------- | ----------- | ------ | ------ |
|                          | Jean-Claude Strebler | DVD            | 820          | 47,61        | 1 043       | 58,43       | 19     | 4      |
|                          | Roger Letzelter *    | DVD            | 739          | 42,91        | 742         | 41,56       | 4      | 1      |
|                          | Corine Halter        | DVD            | 163          | 9,46         |             |             |        |        |
|                          |                      |                |              |              |             |             |        |        |
| Inscrits                 | Inscrits             | Inscrits       | 2 651        | 100,00       | 2 651       | 100,00      |        |        |
| Abstentions              | Abstentions          | Abstentions    | 882          | 33,27        | 831         | 31,35       |        |        |
| Votants                  | Votants              | Votants        | 1 769        | 66,73        | 1 820       | 68,65       |        |        |
| Blancs et nuls           | Blancs et nuls       | Blancs et nuls | 47           | 2,66         | 35          | 1,92        |        |        |
| Exprimés                 | Exprimés             | Exprimés       | 1 722        | 97,34        | 1 785       | 98,08       |        |        |
| * Liste du maire sortant |                      |                |              |              |             |             |        |        |

### Molsheim
- Maire sortant : Laurent Furst (UMP)
- 29 sièges à pourvoir au conseil municipal (population légale 2011 : 9 142 habitants)
- 8 sièges à pourvoir au conseil communautaire (CC de la Région de Molsheim-Mutzig)

|                          | Laurent Furst * | UMP            | 3 095 | 83,35  | 27 | 8 |  |  |
|                          | Maxime Munschy  | PS             | 618   | 16,64  | 2  |   |  |  |
|                          |                 |                |       |        |    |   |  |  |
| Inscrits                 | Inscrits        | Inscrits       | 6 271 | 100,00 |    |   |  |  |
| Abstentions              | Abstentions     | Abstentions    | 2 431 | 38,77  |    |   |  |  |
| Votants                  | Votants         | Votants        | 3 840 | 61,23  |    |   |  |  |
| Blancs et nuls           | Blancs et nuls  | Blancs et nuls | 127   | 3,31   |    |   |  |  |
| Exprimés                 | Exprimés        | Exprimés       | 3 713 | 96,69  |    |   |  |  |
| * Liste du maire sortant |                 |                |       |        |    |   |  |  |

### Mundolsheim
- Maire sortant : Norbert Reinhardt (DVG)
- 27 sièges à pourvoir au conseil municipal (population légale 2011 : 4 867 habitants)
- 1 sièges à pourvoir au conseil communautaire (Eurométropole de Strasbourg)

| Tête de liste  | Tête de liste        | Liste          | Premier tour | Premier tour | Second tour | Second tour | Sièges | Sièges |
| Tête de liste  | Tête de liste        | Liste          | Voix         | %            | Voix        | %           | CM     | CC     |
| -------------- | -------------------- | -------------- | ------------ | ------------ | ----------- | ----------- | ------ | ------ |
|                | Béatrice Bulou       | DVG            | 909          | 37,10        | 1 153       | 46,36       | 20     | 1      |
|                | Marc Roth            | DVD            | 566          | 23,10        |             |             |        |        |
|                | Jean-Marie Schmidlin | DVG            | 543          | 22,16        | 461         | 18,53       | 2      |        |
|                | Éric Mouy            | DVD            | 432          | 17,63        | 873         | 35,10       | 5      |        |
|                |                      |                |              |              |             |             |        |        |
| Inscrits       | Inscrits             | Inscrits       | 4 076        | 100,00       | 4 076       | 100,00      |        |        |
| Abstentions    | Abstentions          | Abstentions    | 1 541        | 37,81        | 1 535       | 37,66       |        |        |
| Votants        | Votants              | Votants        | 2 535        | 62,19        | 2 541       | 62,34       |        |        |
| Blancs et nuls | Blancs et nuls       | Blancs et nuls | 85           | 3,35         | 54          | 2,13        |        |        |
| Exprimés       | Exprimés             | Exprimés       | 2 450        | 96,65        | 2 487       | 97,87       |        |        |

### Mutzig
- Maire sortant : Raymond Bernard (DVD)
- 29 sièges à pourvoir au conseil municipal (population légale 2011 : 5 703 habitants)
- 5 sièges à pourvoir au conseil communautaire (CC de la Région de Molsheim-Mutzig)

| Tête de liste            | Tête de liste      | Liste          | Premier tour | Premier tour | Second tour | Second tour | Sièges | Sièges |
| Tête de liste            | Tête de liste      | Liste          | Voix         | %            | Voix        | %           | CM     | CC     |
| ------------------------ | ------------------ | -------------- | ------------ | ------------ | ----------- | ----------- | ------ | ------ |
|                          | Raymond Bernard *  | DVD            | 854          | 40,86        | 932         | 41,79       | 6      | 1      |
|                          | Jean-Luc Schickele | DVD            | 847          | 40,52        | 1 023       | 45,87       | 22     | 4      |
|                          | Martial Steck      | UDI            | 389          | 18,61        | 275         | 12,33       | 1      |        |
|                          |                    |                |              |              |             |             |        |        |
| Inscrits                 | Inscrits           | Inscrits       | 3 875        | 100,00       | 3 875       | 100,00      |        |        |
| Abstentions              | Abstentions        | Abstentions    | 1 716        | 44,28        | 1 599       | 41,26       |        |        |
| Votants                  | Votants            | Votants        | 2 159        | 55,72        | 2 276       | 58,74       |        |        |
| Blancs et nuls           | Blancs et nuls     | Blancs et nuls | 69           | 3,20         | 46          | 2,02        |        |        |
| Exprimés                 | Exprimés           | Exprimés       | 2 090        | 96,80        | 2 230       | 97,98       |        |        |
| * Liste du maire sortant |                    |                |              |              |             |             |        |        |

### Niederbronn-les-Bains
- Maire sortant : Frédéric Reiss
- 27 sièges à pourvoir au conseil municipal (population légale 2011 : 4 339 habitants)
- 6 sièges à pourvoir au conseil communautaire (CC du Pays de Niederbronn-les-Bains)

|                | Anne Guillier   | DVD            | 1 286 | 69,13  | 23 | 5 |  |  |
|                | Jean-Marie Burt | DVG            | 574   | 30,86  | 4  | 1 |  |  |
|                |                 |                |       |        |    |   |  |  |
| Inscrits       | Inscrits        | Inscrits       | 3 294 | 100,00 |    |   |  |  |
| Abstentions    | Abstentions     | Abstentions    | 1 291 | 39,19  |    |   |  |  |
| Votants        | Votants         | Votants        | 2 003 | 60,81  |    |   |  |  |
| Blancs et nuls | Blancs et nuls  | Blancs et nuls | 143   | 7,14   |    |   |  |  |
| Exprimés       | Exprimés        | Exprimés       | 1 860 | 92,86  |    |   |  |  |

### Oberhausbergen
- Maire sortant : Jean-Richard Diebolt (DVD)
- 27 sièges à pourvoir au conseil municipal (population légale 2011 : 4 735 habitants)
- 1 sièges à pourvoir au conseil communautaire (Eurométropole de Strasbourg)

|                | Théo Klumpp    | DVD            | 1 120 | 58,70  | 22 | 1 |  |  |
|                | Jean Keller    | DVD            | 788   | 41,29  | 5  |   |  |  |
|                |                |                |       |        |    |   |  |  |
| Inscrits       | Inscrits       | Inscrits       | 3 123 | 100,00 |    |   |  |  |
| Abstentions    | Abstentions    | Abstentions    | 1 132 | 36,25  |    |   |  |  |
| Votants        | Votants        | Votants        | 1 991 | 63,75  |    |   |  |  |
| Blancs et nuls | Blancs et nuls | Blancs et nuls | 83    | 4,17   |    |   |  |  |
| Exprimés       | Exprimés       | Exprimés       | 1 908 | 95,83  |    |   |  |  |

### Oberhoffen-sur-Moder
- Maire sortant : Fréderic Schott
- 23 sièges à pourvoir au conseil municipal (population légale 2011 : 3 347 habitants)
- 5 sièges à pourvoir au conseil communautaire (CA de Haguenau)

|                          | Günter Schumacher | SE             | 813   | 51,09  | 18 | 4 |  |  |
|                          | Frédéric Schott * | SE             | 778   | 48,90  | 5  | 1 |  |  |
|                          |                   |                |       |        |    |   |  |  |
| Inscrits                 | Inscrits          | Inscrits       | 2 704 | 100,00 |    |   |  |  |
| Abstentions              | Abstentions       | Abstentions    | 1 015 | 37,54  |    |   |  |  |
| Votants                  | Votants           | Votants        | 1 689 | 62,46  |    |   |  |  |
| Blancs et nuls           | Blancs et nuls    | Blancs et nuls | 98    | 5,80   |    |   |  |  |
| Exprimés                 | Exprimés          | Exprimés       | 1 591 | 94,20  |    |   |  |  |
| * Liste du maire sortant |                   |                |       |        |    |   |  |  |

### Obernai
- Maire sortant : Bernard Fischer (UMP)
- 33 sièges à pourvoir au conseil municipal (population légale 2011 : 10 689 habitants)
- 13 sièges à pourvoir au conseil communautaire (CC du Pays de Sainte-Odile)

|                          | Bernard Fischer * | DVD            | 3 047 | 68,57  | 28 | 11 |  |  |
|                          | Frédéric Primault | SE             | 1 396 | 31,42  | 5  | 2  |  |  |
|                          |                   |                |       |        |    |    |  |  |
| Inscrits                 | Inscrits          | Inscrits       | 8 406 | 100,00 |    |    |  |  |
| Abstentions              | Abstentions       | Abstentions    | 3 771 | 44,86  |    |    |  |  |
| Votants                  | Votants           | Votants        | 4 635 | 55,14  |    |    |  |  |
| Blancs et nuls           | Blancs et nuls    | Blancs et nuls | 192   | 4,14   |    |    |  |  |
| Exprimés                 | Exprimés          | Exprimés       | 4 443 | 95,86  |    |    |  |  |
| * Liste du maire sortant |                   |                |       |        |    |    |  |  |

### Ostwald
- Maire sortant : Jean-Marie Beutel (PS)
- 33 sièges à pourvoir au conseil municipal (population légale 2011 : 11 527 habitants)
- 2 sièges à pourvoir au conseil communautaire (Eurométropole de Strasbourg)

| Tête de liste            | Tête de liste         | Liste          | Premier tour | Premier tour | Second tour | Second tour | Sièges | Sièges |
| Tête de liste            | Tête de liste         | Liste          | Voix         | %            | Voix        | %           | CM     | CC     |
| ------------------------ | --------------------- | -------------- | ------------ | ------------ | ----------- | ----------- | ------ | ------ |
|                          | Jean-Marie Beutel *   | PS             | 1 933        | 43,97        | 2 724       | 62,02       | 27     | 2      |
|                          | Danielle Meyer-traber | DVD            | 931          | 21,17        | 1 668       | 37,97       | 6      |        |
|                          | Claude Steinle        | DVD            | 857          | 19,49        |             |             |        |        |
|                          | Catherine Geiger      | UMP-UDI        | 675          | 15,35        |             |             |        |        |
|                          |                       |                |              |              |             |             |        |        |
| Inscrits                 | Inscrits              | Inscrits       | 7 813        | 100,00       | 7 890       | 100,00      |        |        |
| Abstentions              | Abstentions           | Abstentions    | 3 288        | 42,08        | 3 293       | 41,74       |        |        |
| Votants                  | Votants               | Votants        | 4 525        | 57,92        | 4 597       | 58,26       |        |        |
| Blancs et nuls           | Blancs et nuls        | Blancs et nuls | 129          | 2,85         | 205         | 4,46        |        |        |
| Exprimés                 | Exprimés              | Exprimés       | 4 396        | 97,15        | 4 392       | 95,54       |        |        |
| * Liste du maire sortant |                       |                |              |              |             |             |        |        |

### Plobsheim
- Maire sortant : Gérard Kammerer
- 27 sièges à pourvoir au conseil municipal (population légale 2011 : 3 985 habitants)
- 1 sièges à pourvoir au conseil communautaire (Eurométropole de Strasbourg)

| Tête de liste  | Tête de liste        | Liste          | Premier tour | Premier tour | Second tour | Second tour | Sièges | Sièges |
| Tête de liste  | Tête de liste        | Liste          | Voix         | %            | Voix        | %           | CM     | CC     |
| -------------- | -------------------- | -------------- | ------------ | ------------ | ----------- | ----------- | ------ | ------ |
|                | Anne-Catherine Weber | DVG            | 739          | 34,19        | 861         | 39,15       | 19     | 1      |
|                | Bernard Christen     | DVD            | 689          | 31,88        | 787         | 35,78       | 5      |        |
|                | Anne Suply-Schreiber | SE             | 372          | 17,21        | 300         | 13,64       | 2      |        |
|                | Lucien Guth          | DVG            | 361          | 16,70        | 251         | 11,41       | 1      |        |
|                |                      |                |              |              |             |             |        |        |
| Inscrits       | Inscrits             | Inscrits       | 3 250        | 100,00       | 3 250       | 100,00      |        |        |
| Abstentions    | Abstentions          | Abstentions    | 1 026        | 31,57        | 1 001       | 30,80       |        |        |
| Votants        | Votants              | Votants        | 2 224        | 68,43        | 2 249       | 69,20       |        |        |
| Blancs et nuls | Blancs et nuls       | Blancs et nuls | 63           | 2,83         | 50          | 2,22        |        |        |
| Exprimés       | Exprimés             | Exprimés       | 2 161        | 97,17        | 2 199       | 97,78       |        |        |

### Reichshoffen
- Maire sortant : Hubert Walter (DVD)
- 29 sièges à pourvoir au conseil municipal (population légale 2011 : 5 562 habitants)
- 7 sièges à pourvoir au conseil communautaire (CC du Pays de Niederbronn-les-Bains)

|                          | Hubert Walter *  | DVD            | 1 687 | 72,52  | 25 | 6 |  |  |
|                          | Giuseppe Contino | SE             | 639   | 27,47  | 4  | 1 |  |  |
|                          |                  |                |       |        |    |   |  |  |
| Inscrits                 | Inscrits         | Inscrits       | 3 883 | 100,00 |    |   |  |  |
| Abstentions              | Abstentions      | Abstentions    | 1 454 | 37,45  |    |   |  |  |
| Votants                  | Votants          | Votants        | 2 429 | 62,55  |    |   |  |  |
| Blancs et nuls           | Blancs et nuls   | Blancs et nuls | 103   | 4,24   |    |   |  |  |
| Exprimés                 | Exprimés         | Exprimés       | 2 326 | 95,76  |    |   |  |  |
| * Liste du maire sortant |                  |                |       |        |    |   |  |  |

### Reichstett
- Maire sortant : Georges Schuler
- 27 sièges à pourvoir au conseil municipal (population légale 2011 : 4 400 habitants)
- 1 sièges à pourvoir au conseil communautaire (Eurométropole de Strasbourg)

|                          | Georges Schuler *   | UMP            | 1 700 | 80,87  | 25 | 1 |  |  |
|                          | Marie-Paule Stieber | DVD            | 402   | 19,12  | 2  |   |  |  |
|                          |                     |                |       |        |    |   |  |  |
| Inscrits                 | Inscrits            | Inscrits       | 3 439 | 100,00 |    |   |  |  |
| Abstentions              | Abstentions         | Abstentions    | 1 212 | 35,24  |    |   |  |  |
| Votants                  | Votants             | Votants        | 2 227 | 64,76  |    |   |  |  |
| Blancs et nuls           | Blancs et nuls      | Blancs et nuls | 125   | 5,61   |    |   |  |  |
| Exprimés                 | Exprimés            | Exprimés       | 2 102 | 94,39  |    |   |  |  |
| * Liste du maire sortant |                     |                |       |        |    |   |  |  |

### Rosheim
- Maire sortant : Michel Herr
- 27 sièges à pourvoir au conseil municipal (population légale 2011 : 4 862 habitants)
- 7 sièges à pourvoir au conseil communautaire (CC des Portes de Rosheim)

|                          | Michel Herr *           | DVD            | 1 598 | 62,05  | 22 | 6 |  |  |
|                          | Anne-Catherine Ostertag | DVD            | 977   | 37,94  | 5  | 1 |  |  |
|                          |                         |                |       |        |    |   |  |  |
| Inscrits                 | Inscrits                | Inscrits       | 3 971 | 100,00 |    |   |  |  |
| Abstentions              | Abstentions             | Abstentions    | 1 290 | 32,49  |    |   |  |  |
| Votants                  | Votants                 | Votants        | 2 681 | 67,51  |    |   |  |  |
| Blancs et nuls           | Blancs et nuls          | Blancs et nuls | 106   | 3,95   |    |   |  |  |
| Exprimés                 | Exprimés                | Exprimés       | 2 575 | 96,05  |    |   |  |  |
| * Liste du maire sortant |                         |                |       |        |    |   |  |  |

### Sarre-Union
- Maire sortant : Marc Séné
- 23 sièges à pourvoir au conseil municipal (population légale 2011 : 3 017 habitants)
- 6 sièges à pourvoir au conseil communautaire (CC de l'Alsace Bossue)

|                          | Marc Séné *     | DVD            | 706   | 59,37  | 19 | 5 |  |  |
|                          | Baptiste Pierre | FN             | 483   | 40,62  | 4  | 1 |  |  |
|                          |                 |                |       |        |    |   |  |  |
| Inscrits                 | Inscrits        | Inscrits       | 2 148 | 100,00 |    |   |  |  |
| Abstentions              | Abstentions     | Abstentions    | 855   | 39,80  |    |   |  |  |
| Votants                  | Votants         | Votants        | 1 293 | 60,20  |    |   |  |  |
| Blancs et nuls           | Blancs et nuls  | Blancs et nuls | 104   | 8,04   |    |   |  |  |
| Exprimés                 | Exprimés        | Exprimés       | 1 189 | 91,96  |    |   |  |  |
| * Liste du maire sortant |                 |                |       |        |    |   |  |  |

### Saverne
- Maire sortant : Stéphane Leyenberger (UMP)
- 33 sièges à pourvoir au conseil municipal (population légale 2011 : 11 685 habitants)
- 19 sièges à pourvoir au conseil communautaire (CC du Pays de Saverne)

|                          | Stéphane Leyenberger * | DVD            | 2 328 | 52,51  | 26 | 15 |  |  |
|                          | Thierry Carbiener      | DVD            | 1 527 | 34,44  | 5  | 3  |  |  |
|                          | Jean-Michel Louche     | EELV           | 578   | 13,03  | 2  | 1  |  |  |
|                          |                        |                |       |        |    |    |  |  |
| Inscrits                 | Inscrits               | Inscrits       | 7 779 | 100,00 |    |    |  |  |
| Abstentions              | Abstentions            | Abstentions    | 3 192 | 41,03  |    |    |  |  |
| Votants                  | Votants                | Votants        | 4 587 | 58,97  |    |    |  |  |
| Blancs et nuls           | Blancs et nuls         | Blancs et nuls | 154   | 3,36   |    |    |  |  |
| Exprimés                 | Exprimés               | Exprimés       | 4 433 | 96,64  |    |    |  |  |
| * Liste du maire sortant |                        |                |       |        |    |    |  |  |

### Scherwiller
- Maire sortant : André Boesch
- 23 sièges à pourvoir au conseil municipal (population légale 2011 : 3 074 habitants)
- 4 sièges à pourvoir au conseil communautaire (CC de Sélestat)

| Tête de liste  | Tête de liste   | Liste          | Premier tour | Premier tour | Second tour | Second tour | Sièges | Sièges |
| Tête de liste  | Tête de liste   | Liste          | Voix         | %            | Voix        | %           | CM     | CC     |
| -------------- | --------------- | -------------- | ------------ | ------------ | ----------- | ----------- | ------ | ------ |
|                | Olivier Sohler  | DVD            | 754          | 45,50        | 767         | 46,01       | 17     | 3      |
|                | Philippe Simler | DVD            | 572          | 34,52        | 611         | 36,65       | 4      | 1      |
|                | Martin Schieber | DVD            | 331          | 19,97        | 289         | 17,33       | 2      |        |
|                |                 |                |              |              |             |             |        |        |
| Inscrits       | Inscrits        | Inscrits       | 2 490        | 100,00       | 2 490       | 100,00      |        |        |
| Abstentions    | Abstentions     | Abstentions    | 751          | 30,16        | 770         | 30,92       |        |        |
| Votants        | Votants         | Votants        | 1 739        | 69,84        | 1 720       | 69,08       |        |        |
| Blancs et nuls | Blancs et nuls  | Blancs et nuls | 82           | 4,72         | 53          | 3,08        |        |        |
| Exprimés       | Exprimés        | Exprimés       | 1 657        | 95,28        | 1 667       | 96,92       |        |        |

### Schiltigheim
- Maire sortant : Raphaël Nisand (PS)
- 39 sièges à pourvoir au conseil municipal (population légale 2011 : 31 633 habitants)
- 8 sièges à pourvoir au conseil communautaire (Eurométropole de Strasbourg)

| Tête de liste            | Tête de liste     | Liste          | Premier tour | Premier tour | Second tour | Second tour | Sièges | Sièges |
| Tête de liste            | Tête de liste     | Liste          | Voix         | %            | Voix        | %           | CM     | CC     |
| ------------------------ | ----------------- | -------------- | ------------ | ------------ | ----------- | ----------- | ------ | ------ |
|                          | Raphaël Nisand *  | PS             | 2 144        | 25,82        | 3 859       | 44,50       | 8      | 2      |
|                          | Danielle Dambach  | EELV           | 1 398        | 16,83        | 3 859       | 44,50       | 8      | 2      |
|                          | Marc Baader       | FG             | 450          | 5,41         | 3 859       | 44,50       | 8      | 2      |
|                          | Jean-Marie Kutner | SE             | 2 074        | 24,97        | 4 811       | 55,49       | 31     | 6      |
|                          | Christian Ball    | UMP            | 1 676        | 20,18        | 4 811       | 55,49       | 31     | 6      |
|                          | Elric Ferandel    | DVD            | 388          | 4,67         |             |             |        |        |
|                          | Annelyse Jacquel  | LO             | 173          | 2,08         |             |             |        |        |
|                          |                   |                |              |              |             |             |        |        |
| Inscrits                 | Inscrits          | Inscrits       | 17 318       | 100,00       | 17 319      | 100,00      |        |        |
| Abstentions              | Abstentions       | Abstentions    | 8 758        | 50,57        | 8 278       | 47,80       |        |        |
| Votants                  | Votants           | Votants        | 8 560        | 49,43        | 9 041       | 52,20       |        |        |
| Blancs et nuls           | Blancs et nuls    | Blancs et nuls | 257          | 3,00         | 371         | 4,10        |        |        |
| Exprimés                 | Exprimés          | Exprimés       | 8 303        | 97,00        | 8 670       | 95,90       |        |        |
| * Liste du maire sortant |                   |                |              |              |             |             |        |        |

### Schweighouse-sur-Moder
- Maire sortant : Marcel Schmitt
- 27 sièges à pourvoir au conseil municipal (population légale 2011 : 4 921 habitants)
- 7 sièges à pourvoir au conseil communautaire (CA de Haguenau)

| Tête de liste            | Tête de liste    | Liste          | Premier tour | Premier tour | Second tour | Second tour | Sièges | Sièges |
| Tête de liste            | Tête de liste    | Liste          | Voix         | %            | Voix        | %           | CM     | CC     |
| ------------------------ | ---------------- | -------------- | ------------ | ------------ | ----------- | ----------- | ------ | ------ |
|                          | Marcel Schmitt * | DVG            | 1 119        | 44,12        | 1 284       | 48,07       | 6      | 1      |
|                          | Philippe Specht  | DVD            | 1 014        | 39,98        | 1 387       | 51,92       | 21     | 6      |
|                          | Claude Lambert   | SE             | 403          | 15,89        |             |             |        |        |
|                          |                  |                |              |              |             |             |        |        |
| Inscrits                 | Inscrits         | Inscrits       | 3 565        | 100,00       | 3 565       | 100,00      |        |        |
| Abstentions              | Abstentions      | Abstentions    | 936          | 26,26        | 833         | 23,37       |        |        |
| Votants                  | Votants          | Votants        | 2 629        | 73,74        | 2 732       | 76,63       |        |        |
| Blancs et nuls           | Blancs et nuls   | Blancs et nuls | 93           | 3,54         | 61          | 2,23        |        |        |
| Exprimés                 | Exprimés         | Exprimés       | 2 536        | 96,46        | 2 671       | 97,77       |        |        |
| * Liste du maire sortant |                  |                |              |              |             |             |        |        |

### Sélestat
- Maire sortant : Marcel Bauer (UMP)
- 33 sièges à pourvoir au conseil municipal (population légale 2011 : 19 181 habitants)
- 20 sièges à pourvoir au conseil communautaire (CC de Sélestat)

| Tête de liste            | Tête de liste  | Liste          | Premier tour | Premier tour | Second tour | Second tour | Sièges | Sièges |
| Tête de liste            | Tête de liste  | Liste          | Voix         | %            | Voix        | %           | CM     | CC     |
| ------------------------ | -------------- | -------------- | ------------ | ------------ | ----------- | ----------- | ------ | ------ |
|                          | Marcel Bauer * | DVD            | 3 710        | 47,68        | 3 861       | 51,39       | 26     | 15     |
|                          | Stéphane Klein | DVG            | 2 152        | 27,65        | 2 076       | 27,63       | 4      | 3      |
|                          | Caroline Reys  | PS-PCF-EELV    | 1 919        | 24,66        | 1 575       | 20,96       | 3      | 2      |
|                          |                |                |              |              |             |             |        |        |
| Inscrits                 | Inscrits       | Inscrits       | 13 259       | 100,00       | 13 259      | 100,00      |        |        |
| Abstentions              | Abstentions    | Abstentions    | 5 162        | 38,93        | 5 476       | 41,30       |        |        |
| Votants                  | Votants        | Votants        | 8 097        | 61,07        | 7 783       | 58,70       |        |        |
| Blancs et nuls           | Blancs et nuls | Blancs et nuls | 316          | 3,90         | 271         | 3,48        |        |        |
| Exprimés                 | Exprimés       | Exprimés       | 7 781        | 96,10        | 7 512       | 96,52       |        |        |
| * Liste du maire sortant |                |                |              |              |             |             |        |        |

### Seltz
- Maire sortant : Hugues Kraemer
- 23 sièges à pourvoir au conseil municipal (population légale 2011 : 3 250 habitants)
- 4 sièges à pourvoir au conseil communautaire (CC de la Plaine du Rhin)

| Tête de liste  | Tête de liste             | Liste          | Premier tour | Premier tour | Second tour | Second tour | Sièges | Sièges |
| Tête de liste  | Tête de liste             | Liste          | Voix         | %            | Voix        | %           | CM     | CC     |
| -------------- | ------------------------- | -------------- | ------------ | ------------ | ----------- | ----------- | ------ | ------ |
|                | Jean-Luc Ball             | DVD            | 551          | 36,15        | 564         | 35,07       | 4      | 1      |
|                | Denis Loux                | DVD            | 517          | 33,92        | 664         | 41,29       | 17     | 3      |
|                | Christian Wollenschlaeger | DVD            | 456          | 29,92        | 380         | 23,63       | 2      |        |
|                |                           |                |              |              |             |             |        |        |
| Inscrits       | Inscrits                  | Inscrits       | 2 121        | 100,00       | 2 120       | 100,00      |        |        |
| Abstentions    | Abstentions               | Abstentions    | 537          | 25,32        | 470         | 22,17       |        |        |
| Votants        | Votants                   | Votants        | 1 584        | 74,68        | 1 650       | 77,83       |        |        |
| Blancs et nuls | Blancs et nuls            | Blancs et nuls | 60           | 3,79         | 42          | 2,55        |        |        |
| Exprimés       | Exprimés                  | Exprimés       | 1 524        | 96,21        | 1 608       | 97,45       |        |        |

### Souffelweyersheim
- Maire sortant : Pierre Perrin (UDI)
- 29 sièges à pourvoir au conseil municipal (population légale 2011 : 7 548 habitants)
- 1 sièges à pourvoir au conseil communautaire (Eurométropole de Strasbourg)

|                          | Pierre Perrin * | DVD            | 1 997 | 60,33  | 24 | 1 |  |  |
|                          | Patrick Kurtz   | DVD            | 1 313 | 39,66  | 5  |   |  |  |
|                          |                 |                |       |        |    |   |  |  |
| Inscrits                 | Inscrits        | Inscrits       | 5 468 | 100,00 |    |   |  |  |
| Abstentions              | Abstentions     | Abstentions    | 2 038 | 37,27  |    |   |  |  |
| Votants                  | Votants         | Votants        | 3 430 | 62,73  |    |   |  |  |
| Blancs et nuls           | Blancs et nuls  | Blancs et nuls | 120   | 3,50   |    |   |  |  |
| Exprimés                 | Exprimés        | Exprimés       | 3 310 | 96,50  |    |   |  |  |
| * Liste du maire sortant |                 |                |       |        |    |   |  |  |

### Soufflenheim
- Maire sortant : Camille Scheydecker
- 27 sièges à pourvoir au conseil municipal (population légale 2011 : 4 966 habitants)
- 5 sièges à pourvoir au conseil communautaire (CC du Pays Rhénan)

|                          | Camille Scheydecker * | UMP            | 1 534 | 71,15  | 24 | 5 |  |  |
|                          | Jean-Claude Bailly    | DVD            | 488   | 22,63  | 3  |   |  |  |
|                          | Philippe Boqué        | DVD            | 134   | 6,21   |    |   |  |  |
|                          |                       |                |       |        |    |   |  |  |
| Inscrits                 | Inscrits              | Inscrits       | 3 609 | 100,00 |    |   |  |  |
| Abstentions              | Abstentions           | Abstentions    | 1 360 | 37,68  |    |   |  |  |
| Votants                  | Votants               | Votants        | 2 249 | 62,32  |    |   |  |  |
| Blancs et nuls           | Blancs et nuls        | Blancs et nuls | 93    | 4,14   |    |   |  |  |
| Exprimés                 | Exprimés              | Exprimés       | 2 156 | 95,86  |    |   |  |  |
| * Liste du maire sortant |                       |                |       |        |    |   |  |  |

### Strasbourg
- Maire sortant : Roland Ries (PS)
- 65 sièges à pourvoir au conseil municipal (population légale 2011 : 272 222 habitants)
- 47 sièges à pourvoir au conseil communautaire (Eurométropole de Strasbourg)

| Tête de liste            | Tête de liste         | Liste          | Premier tour | Premier tour | Second tour | Second tour | Sièges | Sièges |
| Tête de liste            | Tête de liste         | Liste          | Voix         | %            | Voix        | %           | CM     | CC     |
| ------------------------ | --------------------- | -------------- | ------------ | ------------ | ----------- | ----------- | ------ | ------ |
|                          | Fabienne Keller       | UMP-MoDem      | 23 404       | 32,92        | 35 114      | 45,02       | 15     | 11     |
|                          | François Loos         | UDI            | 5 371        | 7,55         | 35 114      | 45,02       | 15     | 11     |
|                          | Roland Ries *         | PS             | 22 206       | 31,24        | 36 623      | 46,96       | 48     | 35     |
|                          | Alain Jund            | EELV           | 6 059        | 8,52         | 36 623      | 46,96       | 48     | 35     |
|                          | Jean-Luc Schaffhauser | FN             | 7 779        | 10,94        | 6 243       | 8,00        | 2      | 1      |
|                          | Jean-Claude Val       | FG             | 2 819        | 3,96         |             |             |        |        |
|                          | Tuncer Saglamer       | SE             | 1 870        | 2,63         |             |             |        |        |
|                          | Armand Tenesso        | USD            | 771          | 1,08         |             |             |        |        |
|                          | Pierrette Morinaud    | LO             | 519          | 0,73         |             |             |        |        |
|                          | Élisabeth Del Grande  | POI            | 283          | 0,39         |             |             |        |        |
|                          |                       |                |              |              |             |             |        |        |
| Inscrits                 | Inscrits              | Inscrits       | 145 864      | 100,00       | 145 867     | 100,00      |        |        |
| Abstentions              | Abstentions           | Abstentions    | 73 398       | 50,32        | 66 046      | 45,28       |        |        |
| Votants                  | Votants               | Votants        | 72 466       | 49,68        | 79 821      | 54,72       |        |        |
| Blancs et nuls           | Blancs et nuls        | Blancs et nuls | 1 385        | 1,91         | 1 841       | 2,31        |        |        |
| Exprimés                 | Exprimés              | Exprimés       | 71 081       | 98,09        | 77 980      | 97,69       |        |        |
| * Liste du maire sortant |                       |                |              |              |             |             |        |        |

### Vendenheim
- Maire sortant : Henri Bronner (DVG)
- 29 sièges à pourvoir au conseil municipal (population légale 2011 : 5 544 habitants)
- 1 sièges à pourvoir au conseil communautaire (Eurométropole de Strasbourg)

| Tête de liste  | Tête de liste    | Liste          | Premier tour | Premier tour | Second tour | Second tour | Sièges | Sièges |
| Tête de liste  | Tête de liste    | Liste          | Voix         | %            | Voix        | %           | CM     | CC     |
| -------------- | ---------------- | -------------- | ------------ | ------------ | ----------- | ----------- | ------ | ------ |
|                | Pierre Schwartz  | DVD            | 1 200        | 44,36        | 1 201       | 44,54       | 21     | 1      |
|                | Jean Mischler    | DVD            | 833          | 30,79        | 747         | 27,70       | 4      |        |
|                | Marie Grandidier | DVG            | 672          | 24,84        | 748         | 27,74       | 4      |        |
|                |                  |                |              |              |             |             |        |        |
| Inscrits       | Inscrits         | Inscrits       | 4 682        | 100,00       | 4 682       | 100,00      |        |        |
| Abstentions    | Abstentions      | Abstentions    | 1 890        | 40,37        | 1 900       | 40,58       |        |        |
| Votants        | Votants          | Votants        | 2 792        | 59,63        | 2 782       | 59,42       |        |        |
| Blancs et nuls | Blancs et nuls   | Blancs et nuls | 87           | 3,12         | 86          | 3,09        |        |        |
| Exprimés       | Exprimés         | Exprimés       | 2 705        | 96,88        | 2 696       | 96,91       |        |        |

### Wasselonne
- Maire sortant : Joseph Ostermann (UMP)
- 29 sièges à pourvoir au conseil municipal (population légale 2011 : 5 628 habitants)
- 13 sièges à pourvoir au conseil communautaire (CC de la Mossig et du Vignoble)

|                | Michèle Eschlimann | UMP            | 1 479 | 55,55  | 23 | 10 |  |  |
|                | Hervé Bour         | UDI            | 1 183 | 44,44  | 6  | 3  |  |  |
|                |                    |                |       |        |    |    |  |  |
| Inscrits       | Inscrits           | Inscrits       | 4 168 | 100,00 |    |    |  |  |
| Abstentions    | Abstentions        | Abstentions    | 1 389 | 33,33  |    |    |  |  |
| Votants        | Votants            | Votants        | 2 779 | 66,67  |    |    |  |  |
| Blancs et nuls | Blancs et nuls     | Blancs et nuls | 117   | 4,21   |    |    |  |  |
| Exprimés       | Exprimés           | Exprimés       | 2 662 | 95,79  |    |    |  |  |

### Weyersheim
- Maire sortant : Étienne Roeckel
- 23 sièges à pourvoir au conseil municipal (population légale 2011 : 3 371 habitants)
- 6 sièges à pourvoir au conseil communautaire (CC de la Basse-Zorn)

|                          | Étienne Roeckel * | DVD            | 1 122 | 100,00 | 23 | 6 |  |  |
|                          |                   |                |       |        |    |   |  |  |
| Inscrits                 | Inscrits          | Inscrits       | 2 553 | 100,00 |    |   |  |  |
| Abstentions              | Abstentions       | Abstentions    | 1 173 | 45,95  |    |   |  |  |
| Votants                  | Votants           | Votants        | 1 380 | 54,05  |    |   |  |  |
| Blancs et nuls           | Blancs et nuls    | Blancs et nuls | 258   | 18,70  |    |   |  |  |
| Exprimés                 | Exprimés          | Exprimés       | 1 122 | 81,30  |    |   |  |  |
| * Liste du maire sortant |                   |                |       |        |    |   |  |  |

### Wissembourg
- Maire sortant : Christian Gliech (SE)
- 29 sièges à pourvoir au conseil municipal (population légale 2011 : 7 780 habitants)
- 13 sièges à pourvoir au conseil communautaire (CC du Pays de Wissembourg)

| Tête de liste            | Tête de liste      | Liste          | Premier tour | Premier tour | Second tour | Second tour | Sièges | Sièges |
| Tête de liste            | Tête de liste      | Liste          | Voix         | %            | Voix        | %           | CM     | CC     |
| ------------------------ | ------------------ | -------------- | ------------ | ------------ | ----------- | ----------- | ------ | ------ |
|                          | Christian Gliech * | DVG            | 1 169        | 32,93        | 1 422       | 39,16       | 21     | 10     |
|                          | Jean-Max Tyburn    | DVD            | 818          | 23,04        | 1 394       | 38,39       | 6      | 3      |
|                          | André Krieger      | UMP            | 573          | 16,14        | 464         | 12,77       | 1      |        |
|                          | Michèle Motsch     | DVD            | 532          | 14,99        |             |             |        |        |
|                          | Gabriel Bastian    | FN             | 457          | 12,87        | 351         | 9,66        | 1      |        |
|                          |                    |                |              |              |             |             |        |        |
| Inscrits                 | Inscrits           | Inscrits       | 5 861        | 100,00       | 5 861       | 100,00      |        |        |
| Abstentions              | Abstentions        | Abstentions    | 2 222        | 37,91        | 2 116       | 36,10       |        |        |
| Votants                  | Votants            | Votants        | 3 639        | 62,09        | 3 745       | 63,90       |        |        |
| Blancs et nuls           | Blancs et nuls     | Blancs et nuls | 90           | 2,47         | 114         | 3,04        |        |        |
| Exprimés                 | Exprimés           | Exprimés       | 3 549        | 97,53        | 3 631       | 96,96       |        |        |
| * Liste du maire sortant |                    |                |              |              |             |             |        |        |

### Wolfisheim
- Maire sortant : Éric Amiet
- 27 sièges à pourvoir au conseil municipal (population légale 2011 : 3 970 habitants)
- 1 sièges à pourvoir au conseil communautaire (Eurométropole de Strasbourg)

|                          | Éric Amiet *    | UMP            | 1 103 | 64,54  | 23 | 1 |  |  |
|                          | Bertrand Crozet | SE             | 606   | 35,45  | 4  |   |  |  |
|                          |                 |                |       |        |    |   |  |  |
| Inscrits                 | Inscrits        | Inscrits       | 2 852 | 100,00 |    |   |  |  |
| Abstentions              | Abstentions     | Abstentions    | 1 082 | 37,94  |    |   |  |  |
| Votants                  | Votants         | Votants        | 1 770 | 62,06  |    |   |  |  |
| Blancs et nuls           | Blancs et nuls  | Blancs et nuls | 61    | 3,45   |    |   |  |  |
| Exprimés                 | Exprimés        | Exprimés       | 1 709 | 96,55  |    |   |  |  |
| * Liste du maire sortant |                 |                |       |        |    |   |  |  |